# Cầu Železniční

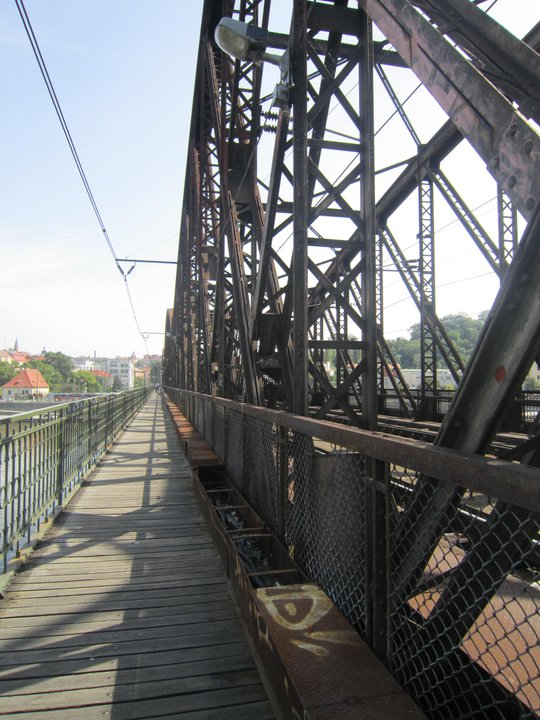
Cầu Železniční

Cầu Železniční, đường sắt (thỉnh thoảng được dùng với tên Vyšehradský železniční) kết nối bờ sông Výtoň ở Praha phía dưới Vyšehrad (vyše-cao; hrad-lâu đài) và Smíchov. Cây cầu chưa được đặt tên chính thức, trong bản đồ thường gọi là cầu đường sắt.
Từ cây cầu có thể nhìn thấy Vyšehrad, như nhìn lâu đài Praha từ cầu Tình (cầu Karlův). Tính từ đầu nguồn sông Vltava thì đây là cây cầu thứ tư ở Praha.
Cầu được xây dựng vào mùa hè năm 1871 đến 1872, là một phần của ga Františka Josefa (hiện nay là nhà ga chính) và ga Západní (hiện nay là ga Smíchov). Thiết kế ban đầu là một tuyến với ba trụ cột. Nó là một cây cầu giàn làm từ thép. Cầu có 5 cột, mỗi cột là 56,9 m.
Vào cuối thế kỷ 19 từ cây cầu một tuyến nó được xây lại thành tàu 2 tuyến vào năm 1900-1901. Cây cầu hiện tại có chiều dài là 69,9m và chiều rộng là 8,1m.
- Cộng hòa Séc

http://virtualni.praha.eu/mosty/zeleznicni-most-na-vytoni.html